# Teleruttore
Secondo la norma CEI 17-3, un contattore o teleruttore è un dispositivo elettromeccanico di manovra, generalmente previsto per un numero elevato di operazioni, è anche detto dispositivo di tipo monostabile poiché ha una sola posizione di riposo, ad azionamento non manuale, capace di stabilire, sopportare ed interrompere correnti in condizioni di sovraccarico.
La posizione di riposo corrisponde ordinariamente alla posizione di apertura dei contatti principali. Si distingue dal relè per il fatto che quest'ultimo è impiegato per il comando di potenze relativamente piccole o segnali in ambito elettronico, mentre il teleruttore è impiegato nel comando di potenze anche molto elevate.

## Etimologia
La parola stessa, "tele-ruttore", sta ad indicare il comando a distanza (tele) in questo caso di un sistema di interruzione (ruttore) di una linea, mentre un contattore generalmente si utilizza non necessariamente per carichi distanti.
Nella pratica impiantistica un "contattore" viene inserito all'interno di un quadro elettrico e si utilizza per il comando locale, attraverso un pulsante che ecciti o disecciti la bobina descritta in seguito, per linee in partenza dal quadro elettrico stesso. Un "teleruttore" invece si utilizza generalmente per carichi distanti (come il motore che aziona una pompa sul fondo di un pozzo) ed è installato nei pressi della macchina che deve comandare.
Il primo contattore è stato inventato e proposto sul mercato nel 1924 dalla società Telemecanique, ora Schneider Electric.

## Descrizione

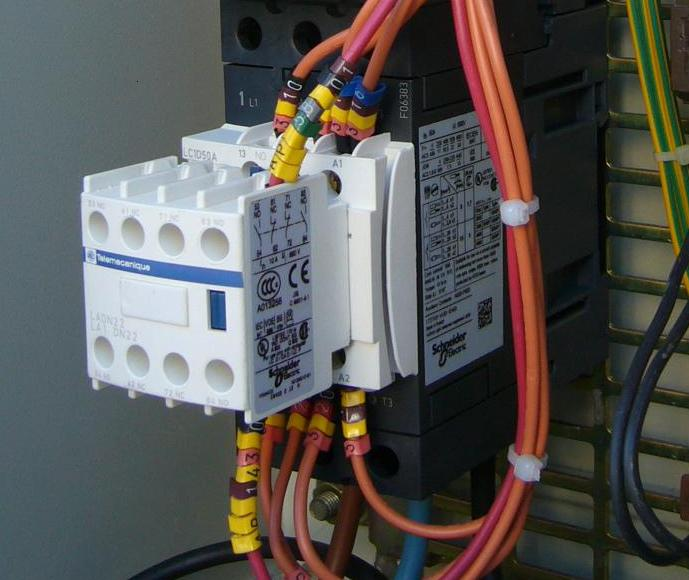
Teleruttore con contatti ausiliari

Il teleruttore è caratterizzato dalla presenza di una bobina che, nel momento in cui viene attraversata da una corrente, attira a sé un dispositivo mobile interno all'apparecchio (stesso principio usato per gli strumenti di misura elettrica a "ferro mobile"), facendo sì che i contatti (principali o ausiliari), posti generalmente nella parte frontale del teleruttore, si aprano o si chiudano a seconda del tipo a cui appartengono.
I contatti solitamente sono:
- NC (normally close, normalmente chiuso): si aprono quando la bobina si "eccita" (cioè viene attraversata da una corrente).
- NO (normally open, normalmente aperto): si chiudono quando la bobina si "eccita" (cioè viene attraversata da una corrente).

L'avverbio "normalmente" sta a indicare la posizione dei contatti quando la bobina è diseccitata, quindi "a riposo". Il comando della corrente che attraversa la bobina può avvenire tramite un sistema meccanico, quali dei pulsanti (anch'essi normalmente chiusi o aperti a seconda della funzione: normalmente chiusi solitamente corrispondono ai tasti di alt, stop, emergenza; gli altri normalmente aperti sono di azionamento); oppure tramite un sistema elettronico quale il PLC.
La bobina che apre e chiude i contatti ha bisogno di una precisa alimentazione in corrente continua o alternata, specificata sui dati di targa del componente. Le versioni più recenti di contattore sono dotate di "bobina elettronica", ossia integrano un convertitore che consente di alimentare il dispositivo per ampi range di tensione sia alternata che continua.
Tramite un meccanismo a incastro e a un rinvio della bobina il teleruttore può essere munito di altri contatti ai quali possono essere collegati altri dispositivi, tra i quali:
- il relè termico, che ha lo scopo di proteggere da sovracorrenti di sovraccarico il circuito di potenza o (tramite un contatto NC) il circuito di comando.
- il temporizzatore, che permette di attendere un certo tempo prima di eccitare la bobina (teleruttore temporizzato alla chiusura) o di diseccitarla (teleruttore temporizzato all'apertura). In questo caso i contatti si trovano sul timer, che è collegato al teleruttore per mezzo di un "gancio" che, posto nella parte inferiore del timer, si muove in modo solidale con la bobina del teleruttore: quando questa si eccita, si muove anche il gancio del timer.
- autoritenuta, cioè il mantenimento della bobina in stato "eccitato" con l'utilizzo di un contatto ausiliario NO in parallelo al pulsante o al contatto di comando in modo da permettere il mantenimento dell'eccitazione della bobina al rilascio del pulsante o del contatto di comando. La diseccitazione della bobina si determina con un pulsante o contatto di comando NC collegato in serie ai precedenti. Il meccanismo di autoritenuta è fondamentale per impedire l'eventuale ripartenza automatica della macchina che è comandata dal teleruttore, in caso di interruzione delle fornitura di energia elettrica seguita dal ripristino della stessa. La mancanza anche temporanea di energia è vista dal sistema come la pressione del pulsante NC di diseccitazione del teleruttore che quindi ferma la macchina che comanda. Il riavvio potrà avvenire solo intenzionalmente mediante la pressione del pulsante o contatto di comando.

## Degrado e usura
Il teleruttore è uno dei dispositivi elettromeccanici più soggetti a guasto e usura nel tempo. Per limitare l'usura e garantirne la durabilità nel tempo, i contatti sono spesso realizzati in argento, perché, pur ossidandosi, riescono a garantire una buona conducibilità elettrica. Questo tuttavia non può evitare il degrado del contatto nel tempo a causa della continua commutazione di correnti elevate.
Il verificarsi di continui archi voltaici può causare la fusione del metallo in una piccola zona del contatto con conseguente impossibilità ad aprirsi ("incollaggio"). Questo fenomeno è spesso imputabile a sovratensioni nel circuito di alimentazione della bobina e può essere contenuto tramite l'uso di bobine elettroniche (ad ampio range di alimentazione).